# Молодёжный (Ребрихинский район)
Молодёжный — посёлок в Ребрихинском районе Алтайского края. Входит в состав Пановского сельсовета.

## География
Расположен в западной части края, в лесостепной зоне, при автодороге 01К-17, на расстоянии приблизительно 13 километров (по прямой) к юго-западу от села Ребрихи, административного центра района. Абсолютная высота — 230 метров над уровнем моря.
Климат
Климат характеризуется как континентальный. Средняя температура самого холодного месяца (января) составляет −18,6°С, самого тёплого (июля) — +18,8°С. Годовое количество атмосферных осадков — 370 мм.

## Население
| 1997 | 1998 | 1999 | 2000 | 2001 | 2002 |
| ---- | ---- | ---- | ---- | ---- | ---- |
| 434  | ↘432 | ↗435 | ↗439 | ↗443 | ↘427 |
| 2003 | 2004 | 2005 | 2006 | 2007 | 2008 |
| ↘424 | ↘411 | ↘393 | ↘386 | ↘375 | ↗376 |
| 2009 | 2010 | 2011 | 2012 | 2013 |      |
| ↗379 | ↘328 | ↗330 | ↗334 | ↘322 |      |

Национальный состав
Согласно результатам переписи 2002 года, в национальной структуре населения русские составляли 79 %.